# Hemirrhagus embolulatus
La Tarántula de Émbolo Ancho (Hemirrhagus embolulatus) es un arácnido perteneciente a la familia Theraphosidae del orden Araneae fue descrita por Mendoza 2014.

## Clasificación y descripción
El nombre del género Hemirrhagus proviene del adjetivo griego hemirrages “medio roto”, en la descripción no hay nada que explique su nombre. El nombre específico embollulatus está compuesto de la palabra en latín embolus haciendo referencia al émbolo del macho y latus que significa ancho o amplio. El nombre hace referencia al ancho del émbolo de la especie. El macho tiene un cuerpo de aproximadamente 20 mm de longitud, la hembra posee una longitud aproximada de 26 mm, ambos sin incluir los quelíceros y las espineretas. El carapacho del macho mide 8.4 mm de largo y 7.4 de ancho, y el carapacho de la hembra mide 10.15 mm de largo y 1.75 mm de ancho. El caput no se presenta marcadamente elevado, la fóvea derecha mide 0.83 mm de ancho. Fila de ojos anteriores procurvada; fila de ojos posteriores recurvada. Pigmentación pericular completa y todos los ojos normalmente desarrollados. Tubérculo ocular normalmente desarrollado, 1.50 mm de ancho y 1.05 mm de largo, clípeo ausente. Labium: largo 1.05 mm, ancho 1.5 mm; con 29 cuspulas. Esquina izquierda de la maxila con aproximadamente 114 cuspulas. Quelícero promarginal con diez dientes (proximal a distal: primero mediano, segundo y tercero largos, cuarto pequeño, quinto al noveno largos y diez pequeño. Esternón 3.7 mm de largo. Escópulas: tarso I.IV densamente escopulado, III y IV dividido por una fuerte banda de setas. Metatarso I y II densamente escopulado; III escopulado en la mitad distal, dividido por una fuerte banda de setas; IV escopula sobre el cuarto distal, dividido por una fuerte banda de setas. Tibia I del macho con dos apófisis, que no se originan de la misma base. Apófisis tibial prolateral (Pap) reducida con una larga y ancha seta espinosa sobre la cara ventral que casi lo remplaza, la seta espinosa excede el apex del Pap, apófisis tibial retrolateral (Rap) desarrollado normalmente, el ancho de esta base con una corta y ancha seta espinosa subapical sobre la cara dorsal, la seta excede el apex de Rap. El opistosoma presenta setas urticantes tipo VI, organizadas en un parche dorsomedial, de color naranja amarillento, con márgenes bien definidos, márgenes anterior y posterior ligeramente entallados medialmente. El color general de esta especie es negro con excepción de las setas urticantes.

## Distribución
Esta especie es endémica de México y solo se le conoce para el estado de Guerrero.

## Hábitat
Esta especie habita en el bosque tropical de pino y ecotono de bosque. Se le puede encontrar bajo rocas o bajo troncos caídos.

## Estado de conservación
No se encuentra dentro de ninguna categoría de riesgo en las normas nacionales o internacionales.